# Interstate 60
Interstate 60 (br Viagem sem Destino) é um filme canado-estadunidense lançado em 2002. Estrelado por James Marsden e Gary Oldman e dirigido por Bob Gale, o elenco incluía um conjunto de nomes conhecidos de Hollywood interpretando personagens enigmáticos, dentre eles os atores Christopher Lloyd e Michael J. Fox, que Gale também dirigiu na trilogia De Volta Para o Futuro.
Considerado um dos símbolos cult dos anos 2000, o filme é repleto de contos curiosos e recheados de significados, conhecidos como "Episodes of the Road". O personagem de Gary Oldman, O.W. Grant (ou One Wish Grant) tornou-se único em fábulas americanas, já que o país até então, não tinha seu próprio personagem fantástico realizador de desejos, como gênio da lâmpada que tem origem oriental.

## Sinopse
Neal Oliver está para completar 22 anos, uma idade em que todos deveriam saber o que querem da vida, certo? Mas, o rapaz está em dúvida entre realizar seus próprios sonhos ou ceder às pressões de seu pai, um importante advogado que quer fazer dele seu sucessor. Então, em sua festa de aniversário, Neal faz um pedido: conseguir uma resposta, descobrir qual o melhor caminho a seguir. É quando aparece uma figura enigmática, o Sr. O. W. Grant, que insiste para que o rapaz revele seu pedido. Depois de abrir seus presentes, Neal sofre um acidente. Quando acorda, no hospital, o aniversariante inicia uma misteriosa viagem por uma estrada que não está em mapa algum. Em seu primeiro percurso, Neal encontra estranhas cidades com habitantes mais estranhos ainda. Até que, finalmente, conhece a garota de seus sonhos e tem uma importante revelação. Mas, não antes de ser acusado de assassinato, perseguido pela polícia e jogado na cadeia, entre outras aventuras.

## Elenco
- James Marsden - Neal Oliver
- Gary Oldman - O.W. Grant
- Amy Smart - Lynn Linden
- Christopher Lloyd - Ray
- Chris Cooper - Bob Cody
- Kurt Russell - Capitão Ives
- Amy Jo Johnson - Laura
- Michael J. Fox - Mr. Baker
- Ann-Margret - Mrs. James
- Wayne Robson - Tolbert (Estomago Vazio)
- John Bourgeois - Daniel Oliver
- Roz Michaels - Marlene Oliver
- Amy Stewart - Nancy Oliver
- Rebecca Jenkins - Susan Ross
- Tyler Kyte - Philip Ross
- Deborah Odell - Valerie McCabe
- Matthew Edison - Quincy

## Controvérsia
O filme foi apontado como uma mistura das Viagens de Gulliver, Alice no País das Maravilhas e Além da Imaginação, onde a mensagem principal é tomar cuidado com o que se deseja. Se tivesse direito a somente um pedido, o que pediria? Esse é o mote desse filme. Ele apresenta o jovem Neal Oliver (James Marsden, o mutante Cyclope dos filmes X-Men) que completa 22 anos sem saber o que vai fazer da vida. Ele é filho de um advogado bem sucedido mas trabalha como repositor em um armazém, tem uma namorada por quem não é apaixonado e pede por respostas. Por sorte, ou talvez por azar, o ser fantástico conhecido como O. W. Grant (Gary Oldman, o Drácula e também o Sirius Black de Harry Potter) ouve seu pedido. A grande sacada do demônio, se existe, é dar apenas e justamente aquilo que o homem pede. O filme segue um pouco essa linha quando mostra as conseqüências dos desejos satisfeitos de um yuppie e do homem que aparece na primeira cena explicando a existência de O. W. Grant a dois universitários em um bar.
Para obter suas respostas Neal é contratado por Ray (Christopher Lloyd, da trilogia Back to the Future, assim como Michael J. Fox) para cruzar o país e entregar um pacote, numa rodovia que não existe no mapa, a tal da Interstate 60. Durante a viagem personagens bizarros frequentam o carro de Neal, como o ex-publicitário que não tolera mentiras, Bob Cody (vivido por Chris Cooper, o Laroche do filme Adaptation), a viúva Mrs. James (Ann-Margret, a namorada de Elvis Presley em Viva Las Vegas), o xerife Ives (Kurt Russell, o marido de Meryl Streep em Silkwood) e a ninfomaníaca Laura (Amy Jo Johnson, a Ranger Rosa e melhor amiga de Felicity). De certa forma, o filme funciona quase como uma fábula moral.
O diretor e idealizador de Interstate 60 é Bob Gale, que roteirizou os filmes Back to the Future e algumas histórias em quadrinhos (saga Terra de Ninguém, Batman, dentre outros). O filme é todo cheio de referências, como a presença dos dois atores de De volta para o futuro e uma revistinha de Uncanny X-Men  na mesa de Neal, além de quadros de Homem-Aranha nas paredes.

## Recepção
Aclamado por diversos críticos de cinemas, "Interstate 60" estreou de forma pacata durante o Newport International Film Festival em 12 de abril de 2002, chegando aos cinemas em 5 de outubro de 2002. A qualidade do roteiro e sua empolgante história com contos curiosos e cheios de significados foram apontados como fatores para a crescente apreciação do publico nos meses posteriores a sua estreia, que como consequência, fez o filme entrar como destaque nos mais importantes festivais de cinema da França, Rússia, Bélgica, Suécia e Espanha.

## Prêmios e indicações
- 2002 - Saturn Award
  - Indicado na categoria "Best Release"
- 2003 - DVDX Award
  - Vencedor na categoria "Best Live Action DVD Premiere Movie" (Peter Bray, Neil Canton e Bob Gale)
  - Indicado na categoria "Best Director of a DVD Premiere Movie" (Bob Gale)
  - Indicado na categoria "Best Supporting Actor in a DVD Premiere Movie" (Chris Cooper)
  - Indicado na categoria "Best Supporting Actor in a DVD Premiere Movie" (Gary Oldman)
  - Indicado na categoria "Best Supporting Actress in a DVD Premiere Movie" (Amy Smart)